# Garche
Koordinaten: 49° 24′ N, 6° 12′ O

Wappen Garche

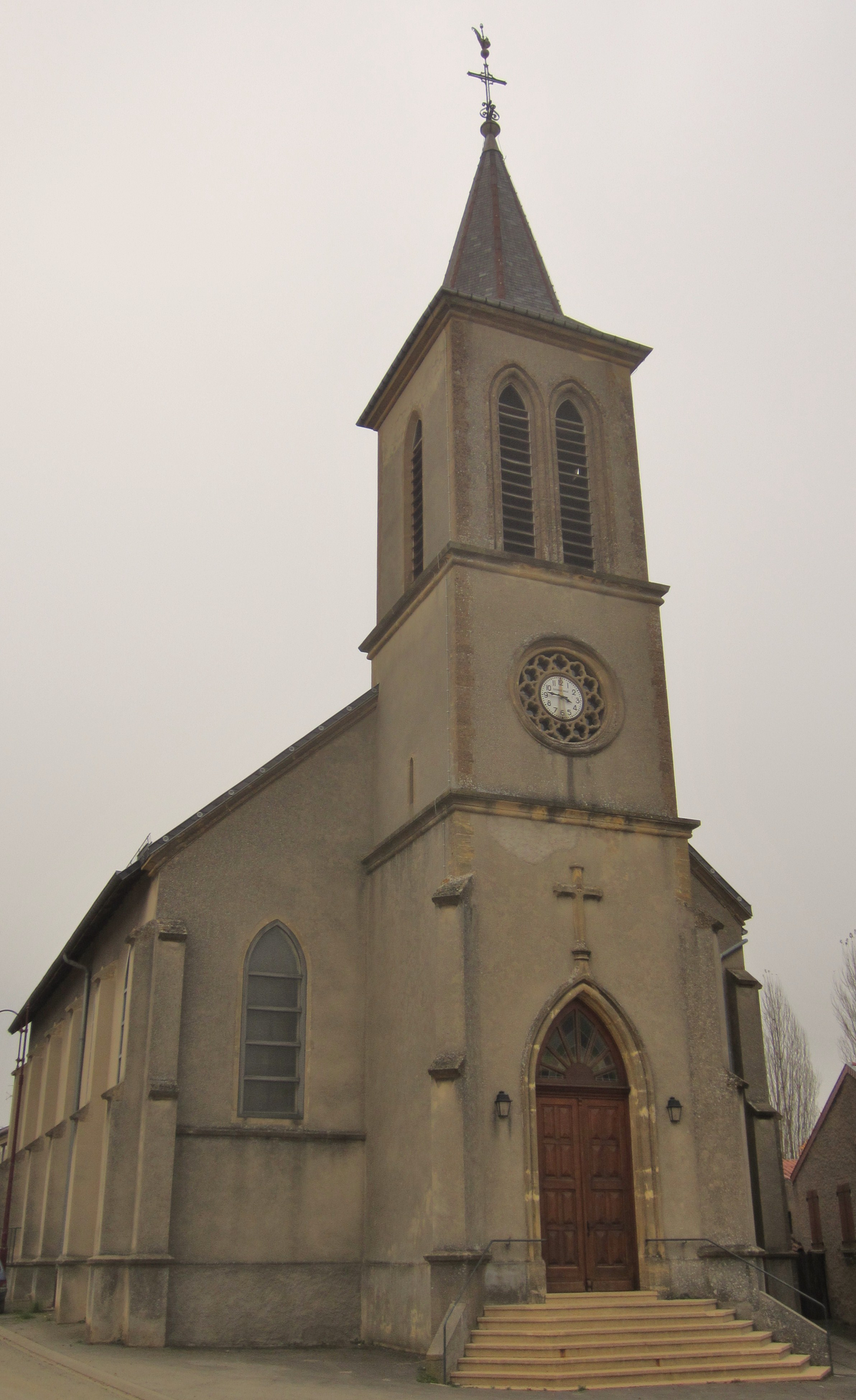
Kirche Saint-Nicolas in Garche

Garche (deutsch Garsch; lothringisch Gaasch) ist ein Ortsteil von Thionville im Département Moselle in der Region Grand Est (bis 2015 Lothringen). Der Ort liegt am Flüsschen  Kiesel.

## Geschichte
Weitere Schreibweisen lauteten: Caranusca (4. Jahrhundert), Garnische (1128), Gairscheyt (1369), Gart (1544), Garsh (1560), Garsz (1596), Guarch (1681), Gaches (1686), Gasch (carte Cassini), Garsche (1793 und 1801).
1970 wurde der Ort nach Thionville eingemeindet.

### Bevölkerungsentwicklung
| Jahr      | 1866 | 1946 | 1954 | 1962 | 1968 |
| Einwohner | 894  | 535  | 553  | 1092 | 1175 |